# دیک لین
دیک لین (انگلیسی: Dick Lane؛ ‏ ۲۸ مهٔ ۱۸۹۹ – ۵ سپتامبر ۱۹۸۲) بازیگر رادیو و سینما و همچنین گوینده و گزارشگر تلویزیونی اهل ایالات متحده آمریکا بود.
او تا مدت‌ها گزارشگر کُشتی و رولر دربی در شبکهٔ تلویزیونی «کی‌تی‌اِل‌اِی ۵» (بویژه در «تالار بزرگ المپیک» لس آنجلس) بود.

## گزیده فیلمشناسی
- دختر دانا (۱۹۳۷)
- اتحادیه اقیانوس آرام (۱۹۳۹)
- سانی (فیلم ۱۹۴۱) (۱۹۴۱)
- به شکار ارواح می‌رویم (۱۹۴۲)
- شب‌های عربی (۱۹۴۲)
- نیروی هوایی (۱۹۴۳)
- بازگشت سوت‌زن (۱۹۴۸)
- قاتلان (فیلم ۱۹۶۴) (۱۹۶۴)
- بمب‌افکن کانزاس‌سیتی (۱۹۷۲)